# Ruby (film)
Ruby – brytyjsko-amerykańsko-japoński dramat polityczny z 1992 roku.
Film jest oparty na życiu Jacka Ruby’ego, amerykańskiego gangstera, znanego z udanego zamachu na Lee Harveya Oswalda 24 listopada 1963 roku.

## Obsada
- Danny Aiello jako Jack Ruby
- Sherilyn Fenn jako Sheryl Ann DuJean (Candy Cane)
- Tobin Bell jako David Ferrie
- Joseph Cortese jako Louis Vitali
- Arliss Howard jako Maxwell
- Richard Sarafian jako Proby
- Leonard Termo jako Tony Ana
- David Duchovny jako J.D. Tippit
- Carmine Caridi jako Sam Giancana
- Marc Lawrence jako Santos Alicante
- Joe Viterelli jako Joe Valachi
- John Roselius jako detektyw Smalls